# 대신장유지
대신장유지(大辛莊遺址)는 산둥성 지난시 리청구 (지난시)의 대신장 마을 근처에 위치한 중국 고고학 유적지이다. 인근 지역의 초기 거주 시기는 신석기 시대 룽산(기원전 3000년경 – 1900년경)과 웨스 문화(기원전 1900년경 – 1500년경)로 거슬러 올라가지만, 이 유적지는 얼리강 후기(기원전 13세기 초)에 도시 중심지가 되었다. 이는 허난(河南) 중심부의 정치적, 군사적 확장 기간에 해당한다. 안양 시대에도 계속 성장하여 중부 평원을 제외하고 가장 큰 상족 정착지 중 하나가 되었다. 허난과 산둥 사이의 주요 교통로를 따라 전략적으로 위치한 대신장유지는 금속, 곡물과 같은 기타 자원과 함께 진주, 조개, 소금 등 발해만에서 수집한 수산물의 무역 중심지였을 가능성이 높다. 이곳에서 출토된 토기는 토착 웨시문화의 영향을 많이 받았으나 안양시대 초기에 점차 동화되었다. 또한 현장에서는 가장 초기에 알려진 한자 형태인 갑골 문자의 지역적 다양성을 보여주는 새겨진 예를 포함하여 다수의 갑골이 발견되었다.
정착지는 1933년 치루대학교 교수인 프레드릭 S. 드레이크(Fredrick S. Drake)가 인접한 칭다오-지난 철도를 따라 조사하던 중 발견했으며, 이후 10년 동안 4건의 연구 보고서에 포함되었다. 산둥대학은 1950년대부터 1980년대까지 다양한 조사와 시험발굴을 실시했다. 1955년 시험 발굴을 통해 산둥에서 최초로 발견된 얼리강 유물이 발견되었다. 2002년부터 시작된 지역 조사와 함께 1984년에 대규모 발굴이 수행되었다.